# Хе Кесінь
Хе Кесінь  (кит.: 何 可欣, 1 січня 1992) — китайська гімнастка, олімпійська чемпіонка.

## Виступи на Олімпіадах
| Олімпіада   | Дисципліна        | Місце             |
| ----------- | ----------------- | ----------------- |
| Пекін 2008  | різновисокі бруси | 1                 |
| Пекін 2008  | абсолютний залік  | 79 (кваліфікація) |
| Пекін 2008  | командний залік   | 1                 |
| Лондон 2012 | командний залік   | 4                 |
| Лондон 2012 | різновисокі бруси | 2                 |